# Hurt Me
Hurt Me is een nummer van de Britse zangeres Låpsley uit 2015. Het is de vierde single van haar debuutalbum Long Way Home.
"Hurt Me" flopte in het Verenigd Koninkrijk met een 93e positie. Het nummer kende enkel succes in Vlaanderen, waar het met een 8e positie in de Vlaamse Ultratop 50 een grote hit werd.